# Neuilly-le-Bisson
Neuilly-le-Bisson är en kommun i departementet Orne i regionen Normandie i nordvästra Frankrike. Kommunen ligger i kantonen Le Mêle-sur-Sarthe som tillhör arrondissementet Alençon. År 2022 hade Neuilly-le-Bisson 275 invånare.

## Befolkningsutveckling
Antalet invånare i kommunen Neuilly-le-Bisson
| Referens: INSEE |